# Aleksandar Mitreski
Aleksandar Mitreski (Macedonisch: Алескандар Митрески) (Ohrid, 5 augustus 1980) is een Macedonisch voormalig voetballer die als verdediger speelde.

## Clubcarrière
Mitreski speelde onder meer voor BSC Young Boys, Grasshopper-Club Zürich, 1. FC Köln en 1. FC Nürnberg. Met Grasshopper werd hij landskampioen in 2003.

## Interlandcarrière
In de periode 2002-2007 speelde Mitreski in totaal 32 interlands voor de Macedonische nationale ploeg. Hij heeft ook de Zwitserse nationaliteit.